# أليكس رولاند
أليكس رولاند (بالإنجليزية: Alex Roland)‏ هو صحفي أمريكي، ولد في 1 مايو 1970.